# Philippe Jeammet
 (décembre 2020).
Ne doit pas être confondu avec Philippe Jeanmet.
Philippe Jeammet est un pédopsychiatre, professeur des universités – praticien hospitalier (PU-PH) émérite de psychiatrie et psychanalyste français. Il est spécialiste de l'enfant et de l'adolescent, notamment des troubles du comportement chez les jeunes et auteur de nombreux ouvrages sur ce sujet. Il a notamment écrit un livre intitulé "lettre aux couple d'aujourd'hui" avec sa femme Nicole Jeammet et Corinne Renou-Nativel. 

## Biographie
"Pendant son adolescence, Philippe Jeammet se destinait à la philosophie. Élève brillant, après son baccalauréat, en Dordogne, il avait été admis au lycée Louis le Grand." Il se dirige finalement vers la médecine à Paris, et fait son internat en psychiatrie. En 1969, il est nommé chef de clinique dans le service de psychiatrie générale de l’hôpital de la Cité Universitaire. Il a été professeur de psychiatrie de l'enfant et de l'adolescent à l'université Pierre-et-Marie-Curie, où il crée un DU intitulé « Adolescents difficiles, approche psychopathologique et éducative ». Il a été chef de service du département de psychiatrie de l'adolescent et du jeune adulte à l'Institut mutualiste Montsouris.
Il a été psychanalyste, membre de la Société psychanalytique de Paris.
Il est membre du conseil scientifique de la revue Adolescence, membre de la Société française de psychiatrie de l'enfant et de l'adolescent, et a été président de l'École des parents et des Éducateurs Île-de-France.

## Publications

### Ouvrages
- Psychologie médicale (en coll.), Paris, Masson, 1980.
- L'Anorexie mentale, Paris, Doin, 1985 ; rééd. 1993, 1996.
- Le Psychodrame psychanalytique, Paris, Presses universitaires de France, 1987.
- Adolescences : repères pour les parents et les professionnels (dir.), Paris, Syros, 1997 ; rééd. 2002, 2004, 2012.
- L'hospitalisation des adolescents : état des lieux et perspectives (dir.), Paris, Fondation de France, Ministère de l'emploi et de la solidarité, Secrétariat d'état à la santé, 1997.
- Enjeux de l'adolescence : mardi 9 décembre 1997, Paris, Mairie de Paris, Direction de l'action sociale, de l'enfance et de la santé, 1998.
- Construire un adulte : pour un partenariat entre parents et professionnels (dir.), Paris, Bayard, 1998.
- La boulimie : réalités et perspectives, Paris, Masson, 1999.
- Évolution des problématiques à l'adolescence : l'émergence de la dépendance et ses aménagements, Rueil-Malmaison, Doin, 2001 ; rééd. 2005, 2010.
- L'adolescence, Paris, Solar, 2002 ; réédité 2004, 2007.
- La boulimie : comprendre et traiter, Paris, Masson, 2002.
- Réponses à 100 questions sur l'adolescence, Paris, Éd. France loisirs, 2002.
- Les conduites de dépendance : dimensions psychopathologiques communes (dir.), Paris, Masson, 2003.
- La psycho, Paris, Bayard Jeunesse, 2004.
- Anorexie, boulimie : les paradoxes de l'adolescence, Paris, Hachette littératures, 2004 ; rééd. 2005, 2008, 2011.
- Soigner l'anorexie et la boulimie : des psychanalystes à l'hôpital (dir.), Paris, Presses universitaires de France, 2006.
- La souffrance des adolescents : quand les troubles s'aggravent : signaux d'alerte et prise en charge, Paris, la Découverte, 2007.
- Paradoxes et dépendance à l’adolescence, Bruxelles, Coll. « Temps d'arrêt », 2009 .
- Pour nos ados, soyons adultes, Paris, O. Jacob, 2008 ; rééd. 2010.
- Lettre aux parents d'aujourd'hui, Montrouge, Bayard, 2010.
- Lettres aux couples d'aujourd'hui. Broché, 19 janvier 2012, Nicole Jeammet, Philippe Jeammet, Corinne Renou-Nativel.
- Quand nos émotions nous rendent fous. Un nouveau regard sur les folies humaines, Paris, Odile Jacob, 2017. (ISBN 2738133924 et 978-2738133922)

### Articles et chapitres d'ouvrages
- (Chapitre) Le perçu, l’agi et la représentation dans le processus psychanalytique, in Gilbert Diatkine & Claude Le Guen (dir.) Psychothérapies psychanalytiques, Paris, PUF, 1999.
- La dépression chez l'adolescent, p. 1477-1499, in Serge Lebovici, René Diatkine, Michel Soulé, Nouveau traité de psychiatrie de l'enfant et de l'adolescent, Paris, PUF, coll. « Quadrige », 2004.
- (Ouvrage collectif) Apports de la théorie de l'attachement aux traitements conjoints parents-bébés, avec Nicole Guédeney, Martine Morales-Huet, Catherine Rabouam, p. 61-72, in Blaise Pierrehumbert, L'attachement, de la théorie à la clinique, Carnet Psy, 2007.
- (Ouvrage collectif) Gérer la distance relationnelle aux objets d’attachement Une des tâches essentielles de l’adolescence, p. 11-20, in Alain Braconnier, L'Adolescence aujourd'hui, Carnet Psy, 2007.
- (Ouvrage collectif) Le psychodrame psychanalytique à l’adolescence, avec Évelyne Kestemberg, in Les psychodrames, Paris, « Monographie Adolescence », 2014, p. 11-28.